# 糙米

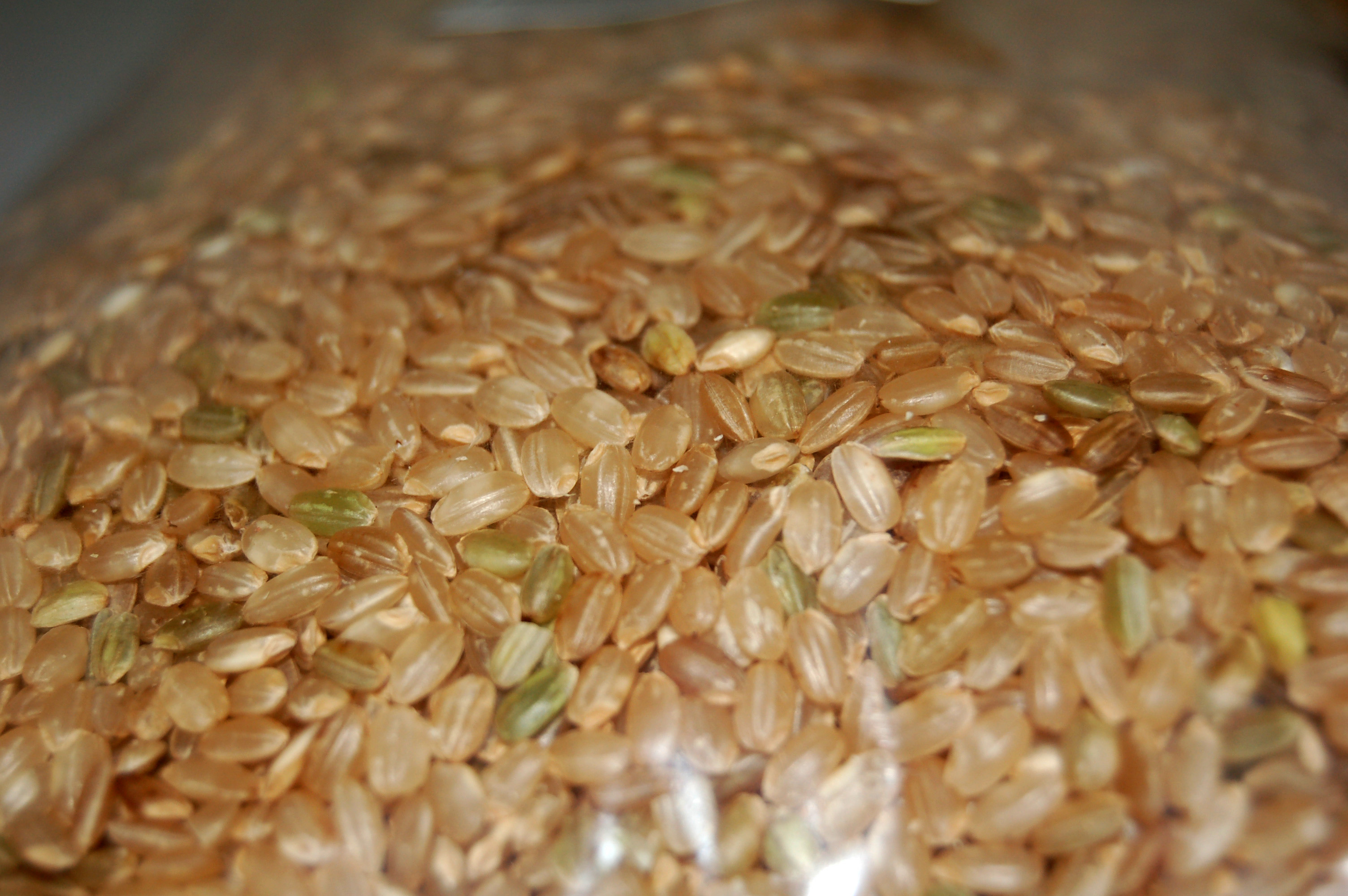
糙米

糙米是稻米脱壳后保留了粗糙外层的米，颜色较精制白米深；即稻谷去除稻壳后谓之糙米，亦即稻之穎果。糙米的组分包括：米糠、胚乳、胚芽，共三部分。  中国南方部分地区也称其为贱米，日本稱為玄米，英文称为（棕米）。
糙米磨去外层可以制得白米；但因糙米保存完整的稻米營養，富含蛋白質、脂質、纖維及維生素B1等，所以是比白米更健康的食物。其口感较硬，對很多人來說味道不如白米，烹调也需要更久。

## 說明
田間收穫的稻穀，經脫去穀殼的加工後就是糙米。去殼後仍保留存些許外層組織，如皮層、糊粉層和胚芽。
上述的外層組織內含豐富的營養，比起白米更富有許多維他命、礦物質與膳食纖維，所以糙米向來被視為是一種健康食品。
糙米也可製成穀片，通常是搭配牛奶一起當早餐食用。
由於糙米保留了外層組織，其農藥含量會比白米高出許多，坊間有有機糙米的產生，強調栽種過程無使用農藥。
米糠的部分內涵許多螯形化合物作用強烈的植酸。植酸和礦物質結合成為植酸鹽。近期的研究發現在礦物質缺乏的情況下食用，植酸會阻礙礦物質的吸收。

## 烹調
- 由於糙米比白米多了較硬外層部分。挑選具有烹調糙米功能的電子鍋是個好選擇；一般電子鍋若要完全煮熟糙米，則需要加較多普通白米兩三倍的水烹煮。

- 以白米比糙米4:1的比例煮出來的飯口感比糙米饭好，通常會搭配上咖哩。

## 用途
在搗米技術精進的現代，白米成為人類主食，相對不可口的糙米主要改為畜牧業牲畜的飼料。
近年來提倡養生與健康飲食，糙米等粗糧才漸漸回到人類的食譜中。

## 糙米茶
糙米的營養價值很高，可以製成糙米茶飲用，日本稱為「玄米茶」。糙米更有效的吃法，是製成糙米茶湯飲用，微量元素及礦物質會進一步被強化，而且糙米茶是液體更容易被身體吸收。飲用糙米茶可促進新陳代謝，纖維素可促進腸道蠕動，使排便順暢。
糙米茶做法：
- 把約180公克的糙米，倒入不放油的平底鍋中，炒至變黃褐色為止盛起。
- 注意糙米要不停攪拌翻炒，不能炒煳。
- 用另外一個鍋煮約1500CC的水，煮開後，放入炒好的糙米，把火熄掉。
- 原封不動放置5分鐘。
- 然後用濾網將糙米顆粒濾掉，即可得到糙米茶湯水，常飲用好處多多。

## 備註
1. ↑  .   [2007-12-23]. （原始内容存档于2008-09-10）.